# Carrascosa
Carrascosa é um município da Espanha, na província de Cuenca, comunidade autônoma de Castela-Mancha. Tem 71,47 km² de área e em 2021 tinha 67 habitantes (densidade: 0,9 hab./km²). Limita com os municípios de Alcantud, Beteta, Cañizares, El Pozuelo, Valsalobre e Villanueva de Alcorón.